# 莊碧玉
莊碧玉，現任蘿琳亞國際有限公司總經理。在創業初期，因為台灣並沒有具機能又時尚的塑身衣這類思想與產品，莊碧玉耗時兩年時間，嘗試各種改良，推出”雙S型拉繩”塑身衣。